# Tankstelle (Darmstadt, Teichhausstraße 41)
Die Tankstelle mit der Adresse Teichhausstraße 41 ist ein denkmalgeschütztes Bauwerk in Darmstadt.

## Geschichte und Beschreibung
Die Tankstelle in der Teichhausstraße 41 wurde in den 1950er-Jahren erbaut.
Stilistisch gehört die eingeschossige Tankstelle zur Moderne und ist die letzte ihrer Art in Darmstadt.
Die Tankstelle besteht aus einem Kassen- und einem Büroraum.
Typisch für die Bauzeit sind:
- Konstruktion aus Beton
- schlanke Stahlstützen
- leicht überstehendes Flachdach
- gebogene Glasscheiben
- die Verkleidung des Bauwerks mit weißen und dunkelroten Keramikfliesen
- Sonnenschutzvorhänge aus rot-weiß-gestreiften Stoffbahnen

Unmittelbar rechts von der Tankstelle befindet sich eine Wagenpflege-Garage.

## Denkmalschutz
Die gut erhaltene Tankstelle ist ein markantes Bauwerk der Nachkriegsarchitektur in den Wirtschaftswunderjahren.
Die Tankstelle ist ein Dokument der verkehrstechnischen Entwicklung unserer Gesellschaft und der zunehmenden Motorisierung und dem Aufschwung des Individualverkehrs.
Aus architektonischen, industriegeschichtlichen und stadtgeschichtlichen Gründen ist das Bauwerk ein Kulturdenkmal.

## Nutzungsänderung

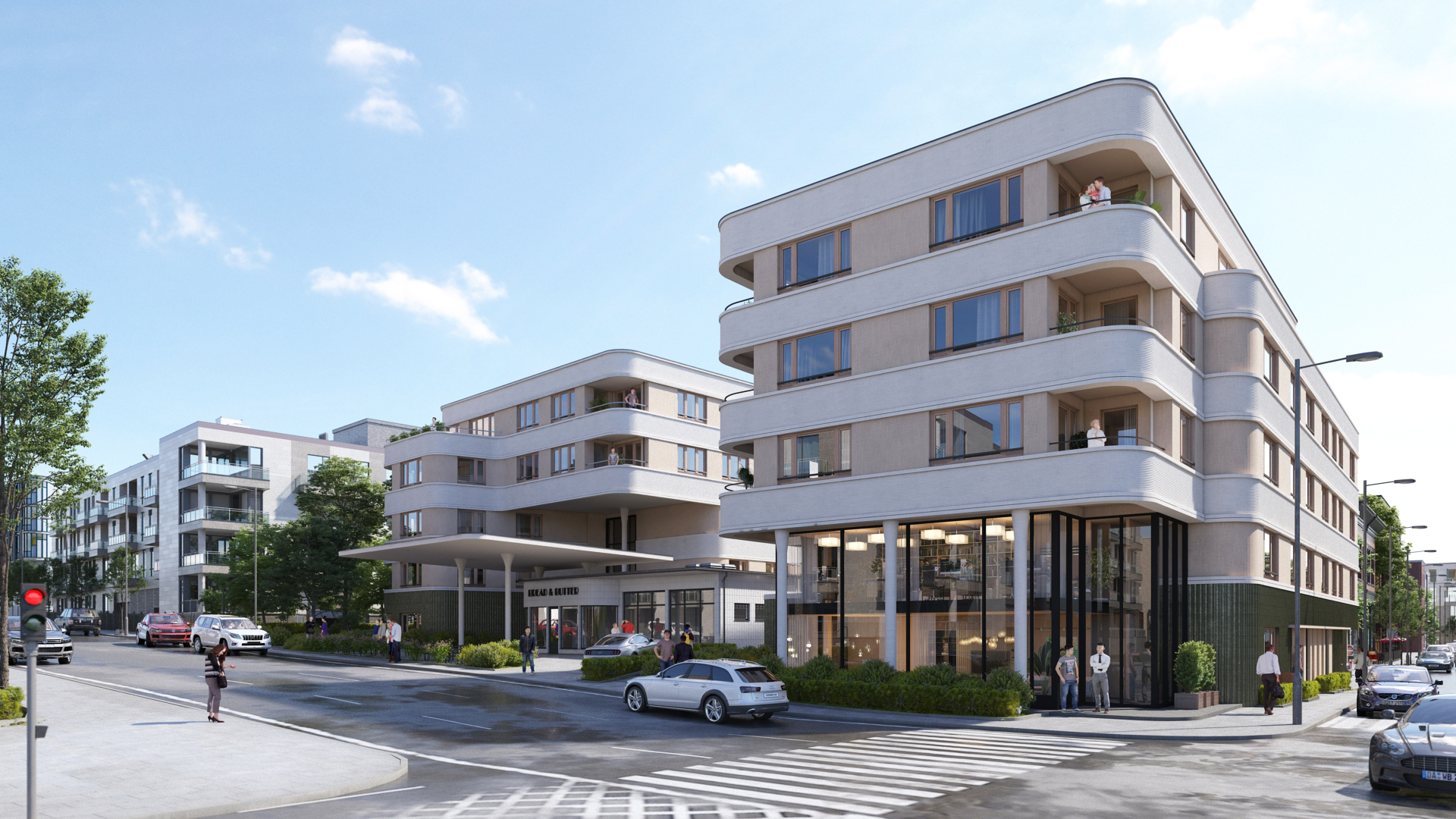
Visualisierung Neubauprojekt WinDa Wohnbau GmbH

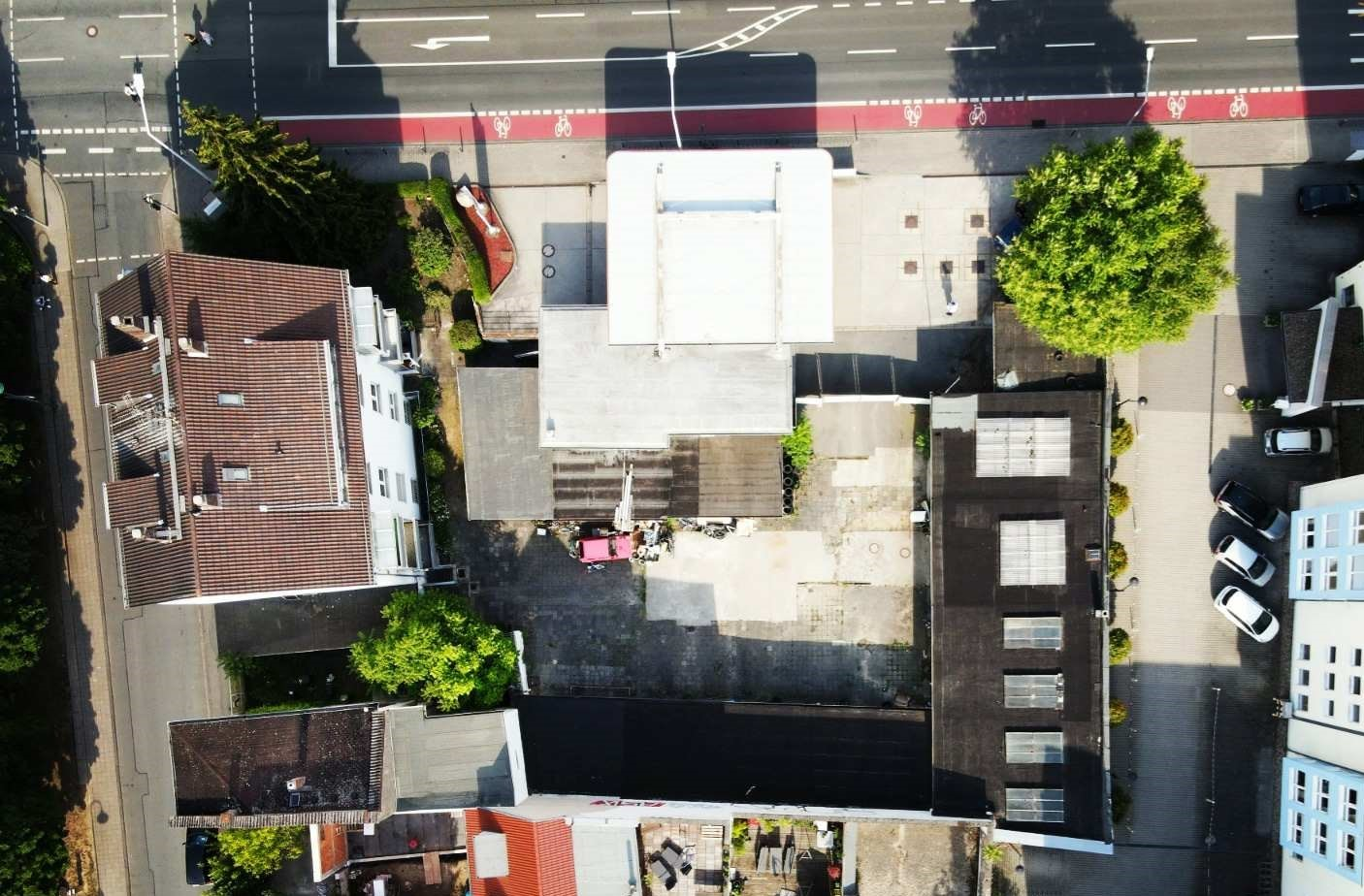
Drohnenfotografie

Das Tankstellengebäude wurde im Frühjahr 2017 von der WinDa Wohnbau GmbH aus Darmstadt erworben. Im Zuge der Nutzungsänderung zu einem Büro wurden Anpassungen an der Fassadengestaltung vorgenommen. So wurde die Tankstelle durch einen weißen Anstrich in ihren ursprünglichen Zustand restauriert. Die Planung des Eigentümers sieht einen Abriss der Nachbargebäude vor im Sinne eines Neubauprojektes mit rund 40 Wohnungen und Büros. Die Tankstelle bleibt dabei als zentraler Bestandteil der Komposition erhalten. Im Zuge der Entwicklung wurde im Jahr 2019 ein städtebaulicher Wettbewerb ausgeschrieben, an dem diverse Architekturbüros teilgenommen haben. Mit dem ersten Preis wurde das Architekturbüro Planquadrat aus Darmstadt ausgezeichnet. Die Baugenehmigung erfolgte am 22. Juni 2021. Die Fertigstellung des Neubaus ist für das Jahr 2022 angedacht. Das Projekt wird als „Teichhaus Carree“ vermarktet. Die Ausführungsplanung übernimmt das Büro JS Architektur aus Darmstadt. Das Vermessungsbüro Laserbim hat in den Jahren 2020 und 2021 im Zuge der Revitalisierung des denkmalgeschützten, historischen Baubestands im Sinne der Denkmalschutzbehörde und des Eigentümers Drohnenaufnahmen sowie terrestrische Laserscans durchgeführt, um präzise Architektenpläne zu erstellen und die Sicherung im Sinne des Denkmalschutzes als Kulturdenkmal zu gewährleisten.

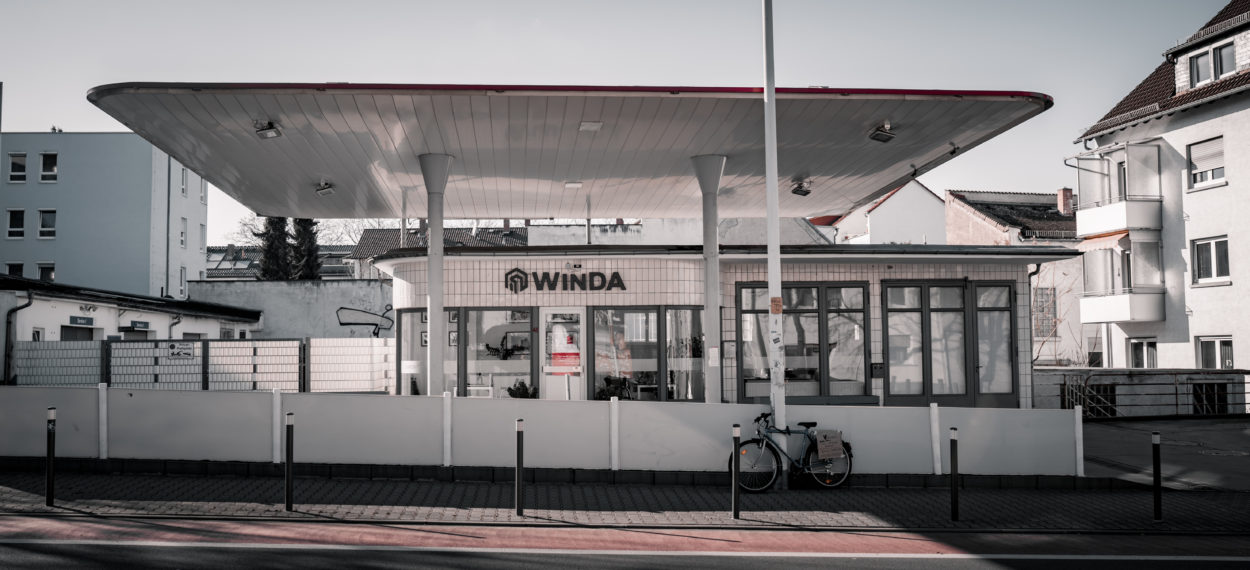
Nutzung als Pop-up store WinDa Wohnbau